# Antiga Peixateria (Bigues i Riells)
L'Antiga Peixateria és una obra noucentista de Bigues i Riells (Vallès Oriental) inclosa a l'Inventari del Patrimoni Arquitectònic de Catalunya.

## Descripció
Casa aïllada de planta baixa i un pis. Rematada per un capcer de perfil sinuós a la façana principal. Aquesta, originàriament, era simètrica i actualment una de les portes ha perdut el seu arc rebaixat, i és rectangular. Entremig d'aquestes dues portes hi ha una finestra de la mateixa tipologia. Coronat les portes hi ha dues finestres geminades, acabades en una mena d'arc esglaonat fet de totxos, i en el centre de la part superior, tres finestres que segueixen la mateixa tipologia. La part del darrere repeteix la mateixa estructura que la façana. És de les úniques mostres del poble que palesen el gust de principis de segle per les formes sinuoses i la utilització del totxo.

## Història
No tenim cap data documental. Aquest edifici és fruit del trasllat de la dinàmica del poble de dalt el turó sota la riera del Tens, a finals del segle xix i principis del segle xx, que va portar a la creació d'aquest nou nucli urbà.